# Jakob Finger

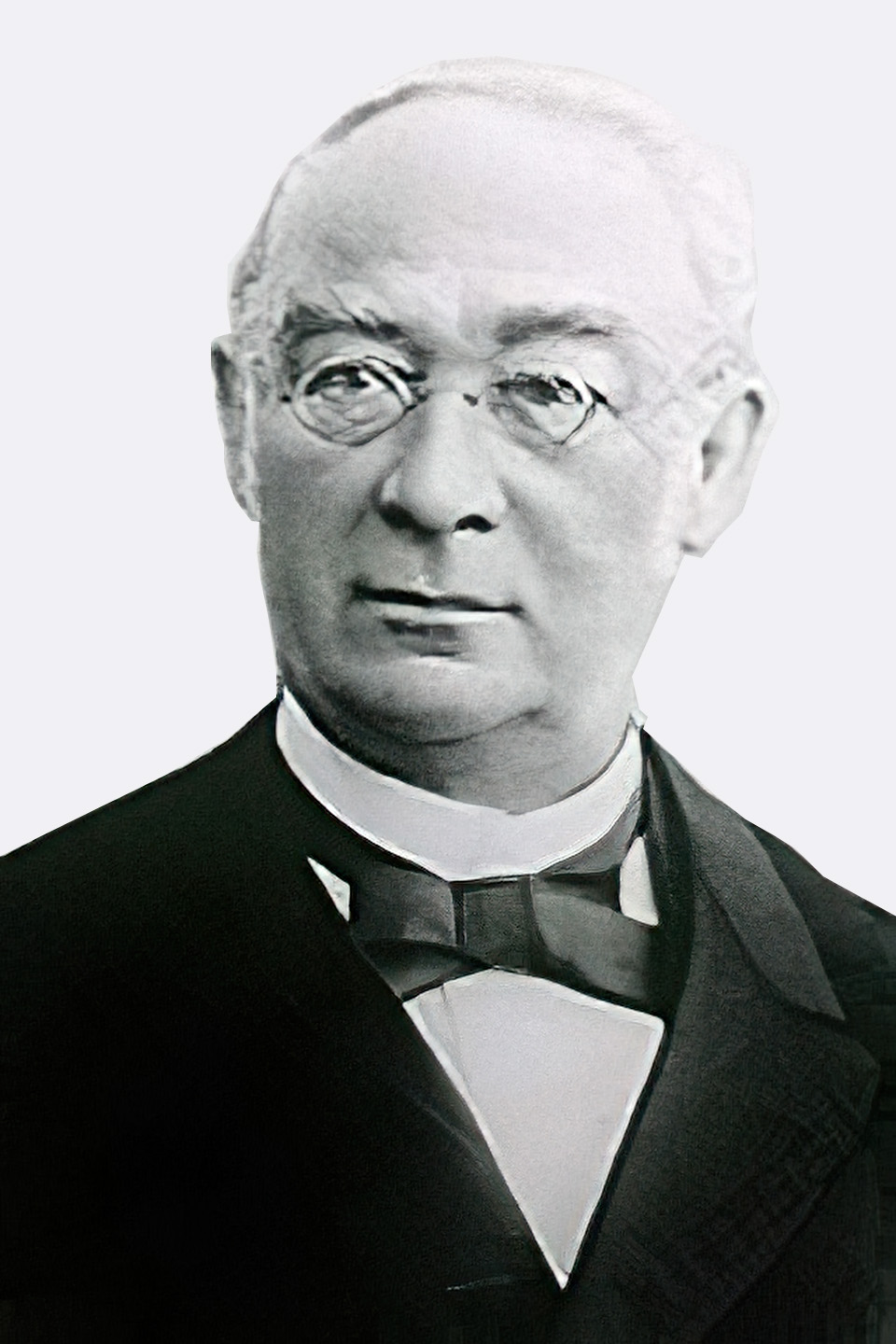
Jakob Finger

Jakob Finger (* 13. Januar 1825 in Monsheim; † 30. Januar 1904 in Darmstadt) war Staatsminister (Ministerpräsident) des Großherzogtums Hessen.

## Familie
Jakob Finger war Sohn des Landwirts und Müllers Daniel Finger (1800–1869) und dessen Frau Marie, geborene Möllinger. 
Jakob Finger heiratete am 25. November 1854 in Alzey Marie Millet (1830–1914), die Tochter des hessischen Abgeordneten Jakob Millet. Aus dieser Verbindung ging u. a. der Sohn Hermann Finger (1864–1940), Professor für Chemie an der TH Darmstadt, hervor. Jakob Finger war mennonitischer Konfession.

## Karriere
Jakob Finger studierte ab 1841 Rechtswissenschaft an den Universitäten Heidelberg und Gießen. In Gießen war er 1843 Mitglied des Corps Rhenania und wurde 1844 Mitglied der Burschenschaft Allemannia Gießen.
Sein Berufseinstieg war die Position eines Ergänzungsrichters beim Friedensgericht Ober-Ingelheim 1850. Dem folgte 1851 eine Stelle am Kreisgericht Alzey als „Referendar“ oder Akzessist. 1854 wurde er zweiter Ergänzungsrichter am 
Friedensgericht Oppenheim. 1855 ließ er sich als Advokat in Alzey nieder. 1862 bis 1865 war er Abgeordneter in der Zweiten Kammer der Landstände des Großherzogtums Hessen für den Wahlbezirk der Stadt Worms und die Deutsche Fortschrittspartei.
1872 trat er als Ministerialrat in das Ministerium für Inneres und Justiz ein. 1879 wurde er Mitglied und Direktor der Prüfungskommission für das Justiz- und Verwaltungsfach. Am 28. Mai 1884 wurde er Präsident des Ministeriums des Innern (Minister), am 30. Juli 1884 dann auch Staatsminister (Ministerpräsident). 1898 trat er in den Ruhestand.
Am 4. Februar 1899 ernannte ihn Großherzog Ernst Ludwig zum Mitglied der Ersten Kammer der Landstände auf Lebenszeit, der er vom 30. Bis 32. Landtag angehörte. 1901 bis 1903 war er Mitglied des Präsidiums der Ersten Kammer. 1903 verzichtete er auf sein Mandat.

## Ehrungen
- 1874 Ritterkreuz I. Klasse des Ludewigs-Ordens[6]
- 1879 Geheimer Staatsrat[7]
- 1879 Komturkreuz II. Klasse des Verdienstordens Philipps des Großmütigen[8]
- 1884 Wirklicher Geheimrat[9]
- 1886 Großkreuz des Verdienstordens Philipps des Großmütigen[10]
- 1888 Preußischer Kronen-Orden I. Klasse[11]
- 1889 Preußischer Kronenorden I. Klasse mit Brillanten[12]
- 1893 Dr. jur. hc[13]
- 1893 Großkreuz des badischen Ordens vom Zähringer Löwen[14]
- 1893 Großkreuz des Verdienstordens der Bayerischen Krone[15]
- 1894 Großkreuz des Ordens der Württembergischen Krone[16]
- 1894 Roter Adlerorden II. Klasse[17]
- 1894 Dr. med. hc. der Universität Gießen[18]
- 1895 Ehrenbürger von Worms
- 1895 Russischer Alexander-Newski-Orden[19]
- 1897 Roter Adlerorden I. Klasse[20]
- 1898 Großkreuz des Roten Adlerordens[21]
- 1898 Großkreuz des badischen Ordens Bertold des Ersten[22]